# Valentin Samungi
Valentin Samungi (Bucarest, 27 de enero de 1942 – 15 de septiembre de 2024) fue un balonmanista y dirigente deportivo rumano que jugó en la posición de defensa.

## Carrera

### Club
Jugó toda su carrera con el Dinamo Bucharest de 1958 a 1977, con el que fue campeón nacional en siete ocasiones y ganó la Liga de Campeones de la EHF en 1965.

### Selección nacional
Jugó para Rumania de 1961 a 1977 con la que anotó 134 goles en 113 partidos, ganó el Campeonato Mundial de Balonmano Masculino de 1970 en Francia y fue medallista de bronce en Múnich 1972.

## Tras el retiro
En 1977 pasó a formar parte del equipo de entrenadores de la selección juvenil (1977–1985) y de la selección absoluta (1989–1991). En 1991 pasó a ser supervisor del Ministerio de Juventud y Deportes, y de 1995 a 1996 fue presidente de la Federación Rumana de Balonmano (RHF). En 1996 fue nombrado vicepresidente del Dinamo Bucharest, y de 1999 al 2000 fue secretario general de la RHF.

## Logros

### Club
- Liga Națională (7): 1959, 1960, 1961, 1962, 1964, 1965, 1966
- Liga de Campeones de la EHF (1): 1965

### Selección nacional
- Campeonato Mundial de Balonmano Masculino (1): 1970